# Сельское поселение «Село Совхоз Чкаловский»
Се́льское поселе́ние «Село Совхоз Чкаловский» — муниципальное образование в Дзержинском районе Калужской области Российской Федерации.
Административный центр — село Совхоз «Чкаловский».

## История
Статус и границы сельского поселения установлены Законом Калужской области от 28 декабря 2004 года № 7-ОЗ «Об установлении границ муниципальных образований, расположенных на территории административно-территориальных единиц "Бабынинский район", "Боровский район", "Дзержинский район", "Жиздринский район", "Жуковский район", "Износковский район", "Козельский район", "Малоярославецкий район", "Мосальский район", "Ферзиковский район", "Хвастовичский район", "Город Калуга", "Город Обнинск", и наделении их статусом городского поселения, сельского поселения, городского округа, муниципального района»

## Население
| 2010  | 2012  | 2013  | 2014  | 2015  | 2016  | 2017  |
| ----- | ----- | ----- | ----- | ----- | ----- | ----- |
| 1253  | ↘1221 | ↘1173 | ↘1143 | ↘1104 | ↘1092 | ↘1056 |
| 2018  | 2019  | 2020  | 2021  |       |       |       |
| ↘1045 | ↗1051 | ↗1056 | ↗1228 |       |       |       |

## Состав сельского поселения
| №  | Населённый пункт    | Тип населённого пункта       | Население |
| -- | ------------------- | ---------------------------- | --------- |
| 1  | Бабенки             | деревня                      | →4        |
| 2  | Буланцево           | деревня                      | ↗2        |
| 3  | Бышковичи           | деревня                      | →0        |
| 4  | Волохово            | деревня                      | ↘0        |
| 5  | Горбенки            | деревня                      | ↘24       |
| 6  | Городище            | деревня                      | ↗2        |
| 7  | Кожухово            | деревня                      | ↗301      |
| 8  | Колышкино           | деревня                      | ↘0        |
| 9  | Крыцыно             | деревня                      | ↘13       |
| 10 | Лапино              | деревня                      | ↘0        |
| 11 | Недетово            | деревня                      | ↘21       |
| 12 | Никулинки           | деревня                      | →0        |
| 13 | Покров              | деревня                      | ↗21       |
| 14 | Рындино             | деревня                      | →0        |
| 15 | Свинухово           | деревня                      | ↗5        |
| 16 | Совхоз «Чкаловский» | село, административный центр | ↗801      |
| 17 | Троскино            | деревня                      | ↘3        |
| 18 | Чуносово            | деревня                      | ↘15       |
| 19 | Щуплово             | деревня                      | ↘28       |
| 20 | Якшуново            | деревня                      | ↘13       |
| 21 | Якшуново            | посёлок                      |           |
| 22 | Ярлыково            | деревня                      | ↘0        |